# 克拉特 (加利福尼亞州)
克拉特（英語：Crater）是位於美國加利福尼亞州因約縣的一個非建制地區。該地的面積和人口皆未知。

## 地理
克拉特的座標為37°12′58″N 117°41′14″W / 37.21611°N 117.68722°W，而該地的平均海拔高度為1617米（即5305英尺）。